# アップサイド (大阪)
アップサイド（英称：UP SIDE）は、大阪府大阪市北区天神橋2北1-21に本拠を置く布ナプキン、洗剤、化粧品など衛生用品、家庭用品の企画・販売とネットショップを運営する会社。地球環境問題に配慮した、特にエコロジーとバイオにこだわった商品構成を特徴とし、「地球洗い隊」、「サニーデイズ」の名称で自社通販サイトと楽天ショップ内サイトを運営する。

## 概要

### 事業内容
地球環境問題に配慮した商品の開発、企画、販売を主な事業とする。2003年、バイオ洗剤の開発、販売に始まり、エコロジーとバイオテクノロジーに特化した商品の開発に力を入れており、「洗剤を使わない暮らし＝何も捨てない暮らしの実現」を目指すとしている。法人化後は日本ではまだ広く普及していなかった布ナプキンの開発に尽力、オリジナルブランドの「サニーデイズ」（Sunny Days）が現在では主力商品となる。布ナプキンは一部が薬局、ドラッグストアの店頭でも販売されているが、多くはメーカー直営のインターネットサイトやカタログによる通信販売などでしか売られておらず、店頭に並ぶ機会が少ないことでユーザー間で口コミ、ブログなどのコミュニティで認知され始め注目を浴びだし、その後日刊紙などでも広く紹介されるようになったが、同社をはじめとする数社がその先鞭を付けた。

### 主要取扱商品

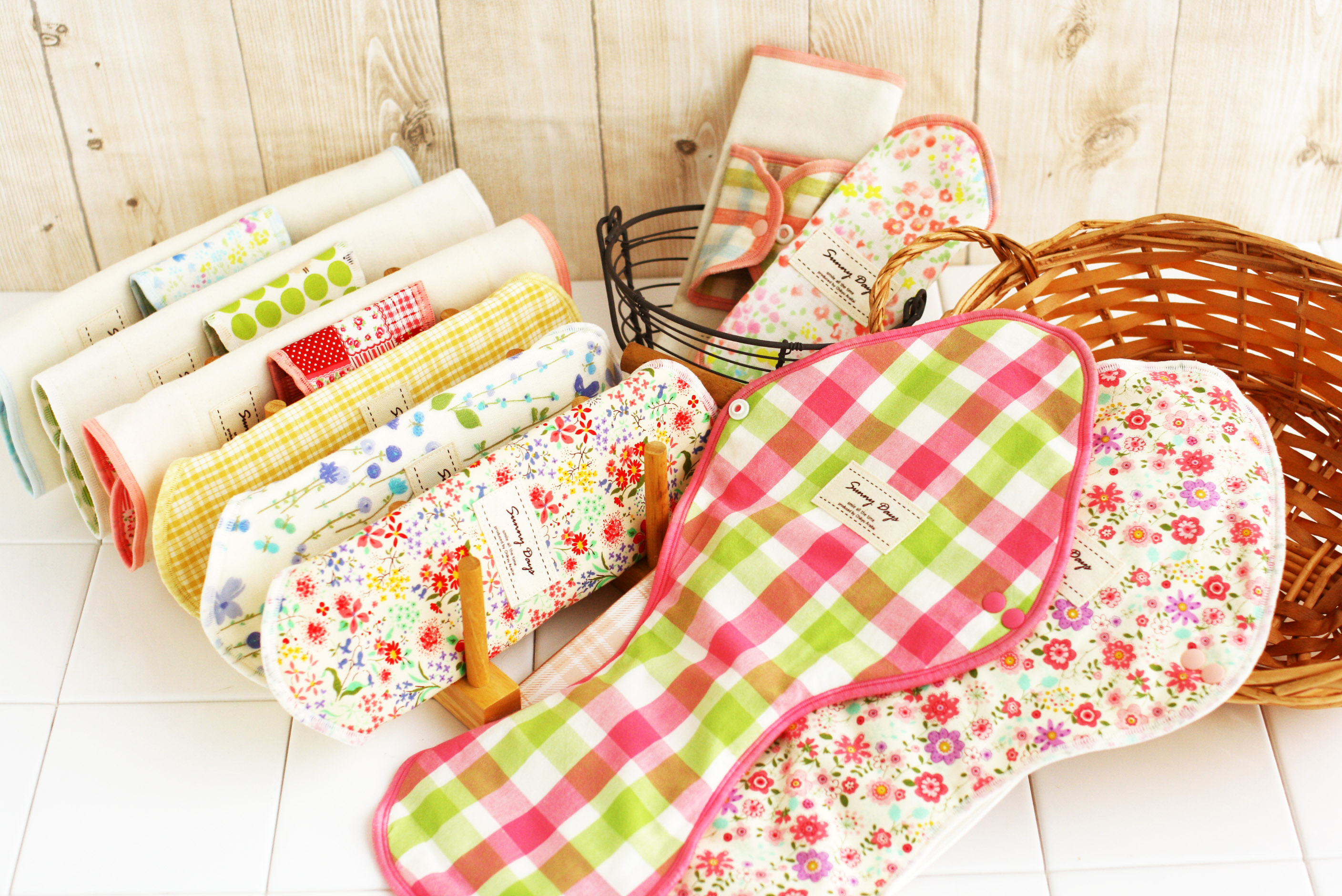
”サニーデイズ”ブランド布ナプキン

バイオ洗剤
同社の主力商品の一つであるバイオ洗剤「とれるNO.1」開発のきっかけは京都の平安神宮の池の水の浄化が目的であった。この池には琵琶湖疎水を通じ琵琶湖の水が流れ込んでおり、このため琵琶湖に生息する絶滅危惧種の魚介類が含まれていることが学術調査で判明する。しかし池の水質がヘドロで汚染されていることから生物も危険な状態にあった。これらの生命の保護・維持の目的で特定の酵素と有益微生物、米ぬかとふすまなどを主成分とする「微生物せっけん」を使用する実験が開始された。その結果、60mmの厚みがあったヘドロが、4ヵ月後には30mmまでに減り、ヘドロ臭も消えた。さらに小型水槽で1ヶ月以上の飼育は難しいとされている二枚貝が実験開始から5ヵ月たっても生き、さらに3ヶ月後には産卵を開始した。この実験結果は2001年（平成13年）秋に開催された第9回世界湖沼会議（滋賀県大津市）で発表され、世界中に広く知られることとなった。完全な手作り工程であるため、現在でも1日に製造できる量は2ℓボトルで300本程度であるという。
開発者は安川昭雄（株式会社アドバンス会長）。開発した安川が、東急ハンズでは商品取扱が決まっていたものの、他に販売先が見つからずに困っていたものを、同社・創業者の小山田光正がインターネット向きの商材だと直感し、「地球洗い隊」サイト運営と販売を始めた。従来の合成洗剤では油脂分の除去はできても分解はできず、そのまま河川へ流れ込むことから河川の汚濁原因になっていたが、同商品は微生物の働きで汚れそのものが分解されるため自然に帰る。また従来の洗剤では用途別に細かく細分化されていたが、バイオ洗剤ではすべての用途に使えるため多くの種類を持つ必要がない。
布ナプキン
布ナプキンの開発・販売はその4年後になるが、きっかけは「とれるNO.1」が「布ナプキンの洗濯に適している」との顧客からの1本のE-mailであった。関心を持った店長の小山田貴子が自身で使い始めてみたところ、使用感のよさと、経血の状態で体調が判断でき、生理をごく自然なものとして受容できるようになったことから。当時布ナプキン利用者は少なく、ネルとパイルを重ね合わせた吸収帯を中心に肌面にはモダールという特殊な布を使用し、外面にはおしゃれな柄の綿麻布、裏布に鮮やかなボーダー柄やチェックを入れるなどの趣向を凝らしたり、夜用を開発したりすることで消費者のニーズをつかんだ。この当時は、布ナプキンの黎明期にあたり、姫路市の婦人科医岡知子が自身のブログで布ナプキンの良さを紹介するなどしていた。

## 沿革
- 2002年6月 - 創業者の小山田光正が滋賀県産の米ぬかと有益微生物で作ったバイオ洗剤「とれるNO.1」を発売したことに始まる[12][1]。
- 2003年3月 - 「地球洗い隊」サイト開始[1]。
- 2003年9月11日 - 法人としての「株式会社アップサイド」設立[1]。
- 2004年6月 - 新たに銀イオン水「大銀穣」発売[1]。
- 2005年9月 - MBSのテレビ番組「ちちんぷいぷい」で、「とれるNO.1」の特集が組まれ放映される[1]。
- 2007年 - 6月に界面活性剤を使わない米ぬか全身スキンケア商品「あらた（alata）」発売[1][13]。8月には、「ミクシィ」会員130名から試作品の感想、要望を元に製品化したオリジナル布ナプキン「Sunny Days」を開発・発売開始。その後同社の主力商品となる[1][10]。
- 2010年  - 8月、ほぼ日刊イトイ新聞主催の第1回「ほぼ日作品大賞」でバイオ洗剤「とれるNO.1」が「特別賞を受賞[1]。
- 2011年 - 関西方面の小学校、中学校で「水と洗剤で考える地球環境」というテーマで出前事業を実施[14]。
- 2013年4月1日 - バイオ洗剤「とれるNO.1」が、「大阪製」ブランドに認証される[15]。5月16日には「ソーシャルプロダクツ・アワード」で、同シリーズが「ソーシャルプロダクツ賞」を受賞[16]。

## 所在地
〒530-0041
大阪市北区天神橋2北1-21八千代ビル東館6階

## 関連会社
- アドバンス（東大阪市） - アップサイドの扱うバイオ洗剤「とれるNO.1」の開発メーカー。安川昭雄が会長をつとめる。

## 参考サイト
- ほぼ日作品大賞
- SSHRD 株式会社アドバンス会長 安川昭雄氏との面談
- Total Health Design